# Tressette
Tressette (polskie nazwy: Trzy siódemki, 777) – gra karciana dla 4 lub 2 osób polegająca na braniu lew i zbieraniu punktów za karty. W wersji dla 4 osób gracze grają w stałych parach, w których partnerzy siedzą naprzeciwko siebie. Gra wyróżnia się brakiem koloru atutowego oraz niezwykłym starszeństwem kart (od najstarszej): 3, 2, as, król, dama, walet, 7, 6, 5, 4. Jedna z najpopularniejszych gier karcianych we Włoszech.
Gra była popularna także w przedwojennej Polsce – opisuje ją w wydanej w 1930 roku książce Gry w karty polskie i obce autor kryjący się pod pseudonimem Wytrawny Gracz. Wersja gry opisana przez Wytrawnego Gracza stosunkowo nieznacznie różni się od wersji włoskiej.

## Zasady

### Wstęp i punktacja
W grę grają dwie rywalizujące pary. Partnerzy siedzą naprzeciwko siebie. Gra jest rozgrywana talią 40 kart złożoną (w przypadku talii włoskiej) z asa, króla, rycerza (odpowiednik damy w kartach włoskich), waleta i blotek od 7 do 2. Starszeństwo kart jest następujące (od najstarszej):
3, 2, as, król, rycerz, walet, 7, 6, 5, 4.
Celem gry jest zbieranie lew i pkt. za karty. Punktacja jest następująca:
- as – 1 pkt.
- 3, 2 i „karty dworskie” – 1/3 pkt.
- pozostałe karty – 0 pkt.
- wzięcie ostatniej lewy – 1 pkt.

Łącznie daje to 11 i 2/3 pkt., jednakże ułamki zaokrągla się w dół, więc w grze w pojedynczym rozdaniu jest do zdobycia łącznie 11 pkt. nie licząc pkt. za deklaracje.
Rozdający rozdaje każdemu graczowi 10 kart, rozdając w partiach po 5. Rozdanie kart i rozgrywka odbywają się przeciwnie do ruchu wskazówek zegara. Gra toczy się standardowo do zdobycia przez którąś z par 21 pkt (stąd prawdopodobniej jej nazwa – tressette – „trzy siódemki”). Gdy gracz sądzi, że jego para uzbierała 21 pkt. może to zadeklarować. Jeżeli miał rację, para wygrywa grę niezależnie od tego ile pkt. mają przeciwnicy. W przeciwnym wypadku przegrywa.

### Rozgrywka
Rozgrywka jest typowa dla gier typu wistowego. Toczy się przeciwnie do ruchu wskazówek zegara. Rozpoczyna ją gracz siedzący na prawo od rozdającego kładąc dowolną kartę. Po nim kolejno dokładają kartę pozostali gracze. Istnieje obowiązek dokładania do koloru. Jeżeli nie można dołożyć do koloru można dołożyć dowolną kartę. Gracz, który wyłożył najstarszą kartę w kolorze wistu bierze lewę i wychodzi do kolejnej lewy itd., aż do zagrania wszystkich kart. W grze nie ma koloru atutowego.

### Deklaracje
W grze występują kombinacje kart warte dodatkowe punkty. Są to:
- Cztery trójki, dwójki, lub asy – 4 pkt.
- Trzy trójki, dwójki lub asy – 3 pkt.
- Trójka, dwójka i as w tym samym kolorze – tzw. Napoletana – 3 pkt.

Gracz, który posiada wyżej wymienioną kombinację, może to zadeklarować na koniec pierwszej lewy otrzymując za to pkt., przy czym nie jest ważne czy któraś z potrzebnych kart została zagrana do lewy. Deklarując Napoletanę trzeba powiedzieć jakiego jest koloru. Deklarując trójkę trzeba powiedzieć, którego koloru karty się nie ma. Ta sama karta może należeć do kilku kombinacji na raz (np. dwójka monet może wchodzić wkład zarówno Napolitany jak i trzech dwójek).

### Komunikacja z partnerem
Przyjęło się, że w grze dozwolone jest stosowanie haseł przy wistowaniu w celu komunikacji z partnerem. Dozwolone hasła to:
- Busso – prośba o zagranie przez partnera najwyższej karty i o zawistowanie z powrotem w ten kolor, jeżeli karta weźmie lewę. Według innej konwencji może to oznaczać, że wistujący ma najwyższa niezagraną kartę w kolorze wistu (np. 2, jeżeli 3 było już zagrane)[1].
- Volo albo piombo – oznacza, że nie ma się więcej kart w kolorze wistu.
- Striscio albo liscio – oznacza, że ma się jeszcze jakieś niskie karty w kolorze wistu (od króla w dół).
- Ribusso – oznacza, że ma się drugą najwyższą kartę w kolorze wistu.
- La meglio – prośba o zagranie najwyższej karty w kolorze wistu.
- Tutto Fuori – oznacza, że ma się wiele kart w zagranym kolorze, ale żadnej z trzech najwyższych.

Zasadą jest, że nie blefuje się z busso i ribusso.

## Wersja dla dwóch osób
W wersji dla dwóch osób rozdający rozdaje każdemu graczowi 10 kart i odkłada pozostałe karty. Nierozdane karty tworzą stos. Przeciwnik rozdającego wistuje do pierwszej lewy. Zdobywca lewy bierze kartę z góry stosu i pokazuje ją przeciwnikowi. Po nim to samo robi drugi gracz. Następnie zdobywca lewy wychodzi do następnej. Rozgrywka przebiega w ten sposób do wyczerpania wszystkich kart ze stosu, a następnie do zagrania wszystkich pozostałych kart. Jeżeli gracz skompletuje któryś z punktowanych układów może to zadeklarować i otrzymać pkt. Poza tym gra przebiega analogicznie do wersji dla 4 graczy.

## Tressette w Polsce – Trzy siódemki
Gra była popularna w przedwojennej Polsce. Opisuje ją Wytrawny Gracz w wydanej w 1930 roku książce Gry w karty polskie i obce pod nazwą Trzy siódemki lub 777. Jak pisze Wytrawny Gracz:

Ta czysto handlowa gra, bardzo od niedawna zyskała sobie prawo obywatelstwa wraz z innemi ogólnie przyjętemi grami. Narówni z preferansem i gieryłaszem spotyka się grę tę prawie we wszystkich klubach.

O jej popularności w Polsce świadczy fakt, że wytworzyła polską terminologię. Np. Napoletanę Wytrawny Gracz nazywa babą.
Wytrawny Gracz opisuje grę ze stosunkowo nieznacznie różniącymi się względem wersji włoskiej zasadami. Asy były warte 1/3 pkt., zamiast jednego. Premii za ostatnią lewę Gracz nie wspomina. W wersji opisanej przez niego istniał kolor atutowy. Co prawda Gracz pisze, że w grze nie ma koloru atutowego:

Kozery w tej grze nie ma. Cała obraca się jedynie na obliczeniu.

jednakże z tego co pisze Gracz wynika, że kiery, z wyjątkiem trzech najniższych blotek, pełniły rolę atutów:  

Maść czerwienna jest główną; podobnie jak kozera bije inne maście i baba zapisuje się nie na 3, ale na 5 punktów w której są także puste karty t.j. szóstka, piątka i czwórka nie mają literalnie żadnego znaczenia, nie licząc się nawet za kozery.